# Placidochromis longimanus
Placidochromis longimanus är en fiskart som först beskrevs av Trewavas, 1935.  Placidochromis longimanus ingår i släktet Placidochromis och familjen Cichlidae. IUCN kategoriserar arten globalt som livskraftig. Inga underarter finns listade i Catalogue of Life.